# トーマス・グーチ
第2代準男爵サー・トーマス・グーチ（1674年1月9日 - 1754年2月19日、英: Sir Thomas Gooch, 2nd Baronet）は、イングランド出身の主教。

## 生涯
ノーフォーク州 グレート・ヤーマス出身であるトーマス・グーチの息子として生を受けたグーチは、1691年に入学したケンブリッジ大学ゴンヴィル・アンド・キーズ・カレッジで教育を受ける。1694年に教養学士（教養修士：1698年）、1706年に神学博士、そして1711年には名誉神学博士の称号を受ける。ロンドン教区主教ヘンリー・コンプトンのチャプレンとなり、1713年にコンプトンの葬儀で説教を行った。その後、グレートブリテン王国君主アンのチャプレン、セント・クレメント教会と聖マルティン・オルガー教会の教区牧師を歴任した。1714年から1737年にかけてはエセックス州の大執事を務めた。
1716年よりゴンヴィル・アンド・キーズ・カレッジの学長、1717年にケンブリッジ大学副学長を務める。1737年にはブリストル教区主教、1738年にはノリッジ教区主教、1747年にはイーリー教区主教を連続して務める。1751年、弟のウィリアム・グーチから準男爵の称号を相続した。
最初の妻であるメアリー・シャーロックは宗教指導者ウィリアム・シャーロックの娘である。2人は第3代ベナクル準男爵となるトーマスを息子にもうける。グーチは2度以上結婚している。イーリー・プレイスで没した彼はゴンヴィル・アンド・キーズにあるチャペルに埋葬された。チャペルの北壁には彼を追悼するモニュメントが設置されている。